# Emily Nahon
Emily Nahon (Oegstgeest, 17 mei 2007) is een voetbalspeelster uit Nederland. Ze speelt als verdediger voor het universiteitsteam Little Rock Trojans in de Verenigde Staten en komt sinds 2025 als international uit voor Indonesië.

## Clubcarrière
Nahon werd geboren in Oegstgeest en begon met voetballen bij VVSB. Ze maakte op veertienjarige leeftijd de stap naar het onder 16 team van ADO Den Haag en kwam voor dit jeugdteam uit van 2021 tot 2023. In het seizoen 2023/24 werd Nahon overgeheveld naar het onder 19 team van de Hagenezen.
In augustus 2025 begon Nahon met studeren aan de Universiteit van Arkansas op Little Rock en ging ze voetballen voor het universiteitsteam Little Rock Trojans.

## Interlandcarrière
Nahon komt sinds juni 2025 als international voor Indonesië uit. Ze is gerechtigd om voor het Aziatische land uit te komen, omdat haar oma in Bogor op Java is geboren. Nahon verkreeg samen met Felicia de Zeeuw, Iris de Rouw en Isa Warps de Indonesische nationaliteit op 10 juni 2025.
Nahon maakte haar debuut voor Indonesië op 29 juni 2025 in een wedstrijd tegen Kirgizië.